# Northern downpour
«Northern Downpour» —en español: «Lluvia del Norte»— es el cuarto sencillo del segundo álbum de la banda estadounidense Panic! at the Disco, Pretty. Odd. La canción fue escrita por el guitarrista Ryan Ross y el bajista Jon Walker, e interpretada por Ross y Brendon Urie. El vídeo musical comenzó a filmarse a principios de julio de 2008, y existe una versión alternativa de esta canción.

## Antecedentes
La canción está basada en las giras de la banda, en sus novias, y en "todo lo que ha sido importante para nosotros en los últimos años." En una entrevista, el guitarrista Ryan Ross señaló que «hay una línea en la canción que dice "I know the world's a broken bone, but melt your headaches, call it home (Sé que el mundo es un hueso roto, pero disuelve tus dolores de cabeza, llámalo hogar)". Le dije a Brendon [Urie] que prestase atención especial a esa línea». Ross también la caracterizó como la canción "más significativa" del álbum.

## Video musical
Durante los MTV Video Music Awards de 2008, la banda declaró que "Northern Downpour" sería el próximo sencillo de  Pretty. Odd., y que estaban trabajando en el concepto para el video musical.
El video musical, filmado en blanco y negro y dirigido por Behn Fannin, comienza con el guistarrista Ryan Ross tocando la guitarra en un pastizal con los demás miembros de la banda. Varias personas aparecen excavando alrededor de ellos mientras tocan. Posteriormente comienzan a aparecer frases de la canción pintadas o escritas en direntes lugares de una ciudad desconocida. Las frases "Fantastic posing greed" y "We should feed our jewelry to the sea" aparecen escritas en una valla publicitaria. Luego la frase "Northern Downpour" (literalmente lluvia del Norte) aparece escrita en un espejo de un baño público. La banda se cuela en un rascacielos, donde encienden y apagan las luces del edificio de tal manera que forman las letras "Hey Moon". La banda luego se apodera de un reflector y proyectan las mismas letras, "Hey Moon", en el cielo nocturno. El video termina con la banda de vuelta en el pastizal, donde la frase "Never yawn" aparece excavada en el campo.

## Recepción
Sarah Rodman del periódico The Boston Globe, escribió que la canción "combina imaginación y melodías soñadoras, pura y simple." J. Freedom du Lac de The Washington Post, interpretó la "balada lastimera" como referencia a la canción de The Beatles A Day in the Life. Andrew Blackie de PopMatters, alabó la interpretación vocal de Urie, y James Montgomery de MTV News clasificó la canción entre las mejores canciones de 2008.